# Nemea Planum
Il Nemea Planum è una struttura geologica della superficie di Io.